# Audition (The Fools Who Dream)

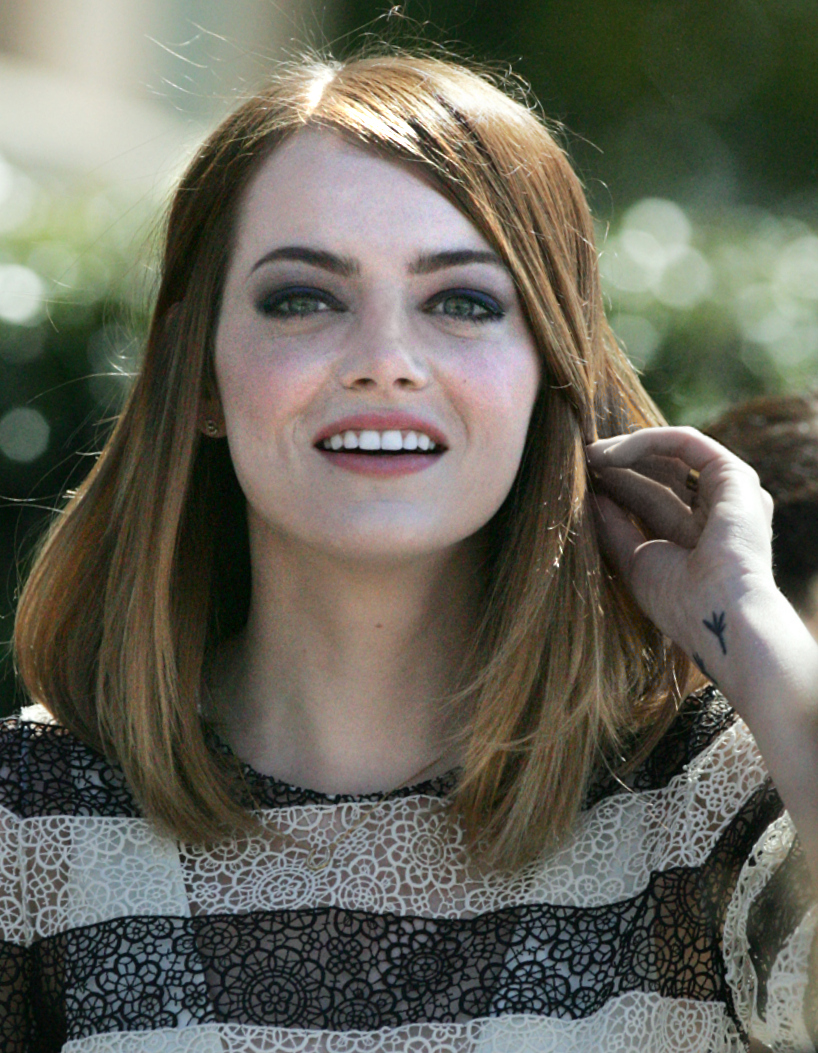
Emma Stone

«Audition (The Fools Who Dream)» es una canción de la película La La Land (2016). La música de la canción fue compuesta por Justin Hurwitz , mientras que las letras fueron proporcionados por Benj Pasek y Justin Paul. En la película, la canción es interpretada por Emma Stone. Recibió una nominación a la mejor canción original en los 89.º Premios Óscar.

## Inspiración
Justin Hurwitz, el compositor de la canción, discutió sobre la inspiración de la canción:
[Es] probablemente mi canción favorita de la película. Composicionalmente, es de la que estoy más orgulloso. En relación a la letra, me siento identificado como persona creativa de L.A. [...] Y vino de un lugar muy puro. Con muchas otras canciones hubo mucho que hablar hasta llegar al resultado final. Un montón de idas y venidas con pruebas, escuchando vagamente a referencias en busca de inspiración. Para «Audition», realmente no estaba escuchando nada. No estaba tratando de sonar a nada. Simplemente estaba componiendo al piano, y por ese motivo, considero que la canción surge de un lugar muy puro y sentí como si realmente estuviera componiendo desde un lugar lleno de emoción.

## Premios y nominaciones
| Premio                    | Categoría              | Resultado | Ref(s) |
| ------------------------- | ---------------------- | --------- | ------ |
| 89.º Premios Óscar        | Mejor canción original | Nominado  |        |
| 22 Critics' Choice Awards | Mejor canción          | Nominado  | [ 4 ]  |